# Evald
Evald je moško osebno ime.

## Izvor imena
Ime Evald izhaja iz nemškega imena Ewald. To ime razlagajo kot dvočlensko ime, zloženo iz starovisokonemških besed êwe v pomenu »pravica, postava, zakon«  in waltan »vladati«. Po drugi razlagi pa člen êwe izhaja iz germanskega korena ehe v pomenu »večnost; prastar zakon, pogodba«.

## Različice imena
- moške različice imena: Valdi, Valdij, Valdo
- ženske različice imena: Evalda, Evaldina, Valda, Valdeta, Valdika

## Tujejezikovne različice imena
- pri Italijanih: Evaldo, Evardo
- pri Nemcih: Ewald, Ewaldt, Ewalt
- pri Poljakih: Ewald
- pri Švedih: Evald

## Pogostost imena
Po podatkih Statističnega urada Republike Slovenije je bilo na dan 31. decembra 2007 v Sloveniji število moških oseb z imenom Evald: 28.

## Osebni praznik
V koledarju je ime zapisano 3. oktobra (Evald, anglosaški duhovnik, misijonar in mučenec, † 3. okt. 695).